# 침투적 사고
침투적 사고(intrusive thought) 혹은 침투 사고는 달갑지 않고 비자발적인 사고나 인상, 혹은 강박이 될 수 있는 불쾌한 생각으로, 동요하게 만들거나 고통을 안겨 주며, 대처하거나 제거하기 어렵다고 느낄 수 있다. 이러한 침투적 사고가 강박장애(obsessive-compulsive disorder, OCD), 우울(depression), 신체이형장애(body dysmorphic disorder, BDD), 주의력결핍 과잉행동장애(attention-deficit hyperactivity disorder, ADHD)와 연계되어 나타나면, 마비시키거나 불안을 자극하기도 하며 오랜 시간 나타날 수 있다. 침투적 사고는 삽화적 기억(episodic memory), 원치 않는 걱정, 강박장애에 대한 기억 혹은 외상후스트레스장애(post-traumatic stress disorder, PTSD), 기타 불안장애(anxiety disorder), 섭식장애(eating disorder), 정신병(psychosis)과 연관되기도 한다. 침투적 사고나 충동(urge), 인상(image)은 적절하지 못한 시간대에 발생하는 적절하지 못한 것들로부터 발생하며, 보통 공격적이거나 성적인 혹은 불경스러운(blasphemous) 주제가 있다.

## 설명

### 일반
대부분의 사람들은 더 악질의 침투적 사고를 겪는 이들이 갖고 있는 악랄한 혹은 원치 않는 사고 유형을 경험하지만, 이러한 사고를 물리칠 수 있다.  대부분의 사람들에게 있어 침투적 사고는 "순식간에 지나가는 성가심(fleeting annoyance)"에 불과하다. 심리학자 스탠리 라쉬만(Stanley Rachman)은 건강한 대학생들에게 설문을 실시하였고, 거의 대부분은 종종 성폭행, 성적 처벌, 비정상적인 성행위, 고통을 수반하는 성행위, 불경스럽거나 외설스러운 인상, 노인이나 가까운 사람에 대한 학대 사고, 동물이나 아동에 대한 폭행, 충동적이거나 거친 말투나 분노 폭발과 같은 사고를 가지고 있다는 것을 발견하였다. 이러한 사고들은 인간에게서 보편적으로 나타나며 인간의 조건 중 하나라는 것은 분명하다.
침투적 사고가 강박장애와 발생한다면, 환자는 불쾌한 사고를 무시하기 힘들며, 과도하게 집중하게 되어, 사고가 더 빈번하고 더 고통스럽게 나타나도록 한다. 침투적 사고에 대한 억제는 오히려 사고가 더 강렬해지고 지속되게 한다. 사고는 마비시킬 수 있는 심각하고 지속적으로 나타나는 강박이 될 수 있으며, 폭력, 성, 종교적 불경 등의 주제를 포함한다.  대다수가 흔히 겪는 침투적 사고와 구분되어, 강박장애 환자가 겪는 침투적 사고는 불안을 야기하고 억누를 수 없으며 오래 지속된다.
사람들이 침투적 사고에 반응하는 방식은 그것이 중증이 될지 아니면 강박(obsession)이 될지 치료가 필요할 지를 결정한다. 침투적 사고는 강요 사고(compulsion)과 발생할 수도 있고 아닐 수도 있다. 이러한 강박 사고를 끝내면 불안은 줄지만, 강박 사고가 재발할 때마다 충동이 강박 사고를 강하게 하도록 하여 침투적 사고를 강화한다. 리 베어(Lee Baer)에 의하면, 사고 억제(thought suppression)는 침투적 사고를 강화할 뿐이며, 나쁜 사고가 나타난다 하여 그 사람이 정말로 악한 사람이라는 것을 의미하지는 않는다는 사실을 깨닫는 것은 침투적 사고를 극복하는 단계 중 하나이다. 침투적 사고를 억제하는 것의 대안으로서 수용(acceptance)하는 것이 이점이 있다는 증거가 있다. 한 연구에서, 억제하도록 지시받은 사람들은 억제 후에 더 고통스러웠지만, 반대로 수용하도록 지시받은 사람들은 불편감이 줄어들었다. 이러한 결과는 강박장애와 관련한 인지 처리(cognitive process)와 연관되어 있다. 그러나 수용은 강박장애 환자들에게 더 어려울 수 있다.
침투적 사고 환자들이 대체로 이러한 사고대로 행동할 가능성은 낮다. 강렬한 죄책감, 불안, 수치심을 겪으면서 이러한 사고에 격앙된 환자들은 사고에 따라 행동하는 사람들과는 다르다. 폭행죄 내력을 살펴보면 죄책감이나 후회를 느끼지 못하는 이들이 대다수이다.틀:Editorializing 침투적 사고에 고통받지만 사고대로 행동하진 않은 것은 앞으로도 그 사고대로 행동하지 않을 것이라는 점을 보여준다. 침투적 사고로 문제가 생기거나 부끄러워하지 않는 환자들은 자신을 싫어하지 않으며, 행동으로 옮긴 사람들은 정신병 등 심각한 증상이 있거나 누락된 잠재적 범죄 행동이 있어야 한다. 리 베어에 의하면, 침투적 사고에 대해 격앙되지 않거나 즐거움을 느끼는 경우, 폭행이나 성에 관한 사고 및 충동을 실제로 옮기는 경우, 다른 사람 눈에는 보이지 않는 것을 보거나 듣는 경우, 통제하거나 저항할 수 없는 분노를 느끼는 경우 침투적 사고가 위험하다는 사실에 대해 환자는 우려해야 한다.

### 공격적 사고
침투적 사고는 타인이나 자신을 상해하는 폭력적 강박이 동반되기도 한다. 이는 일차적 강박장애(primarily obsessional obsessive compulsive disorder)와 연관될 수 있다. 이는 아동 상해, 다리나 산 혹은 빌딩 꼭대기에서 뛰어내리기, 기차나 자동차 앞으로 달려드려는 충동, 혹은 타인을 기차나 자동차 앞으로 밀려는 충동 등이 있다. 라쉬만의 대학생 대상 조사에서 이들 건강한 대학생들 거의 대부분 역시 이따금 침투적 사고를 보인다는 것이 밝혀졌다.
- 노인에게 해를 일으킴
- 가까운 사람에게 해를 끼치는 것을 상상하거나 그러길 바람
- 사람, 아이, 동물을 폭력적으로 공격하거나 때리거나 상해를 입히거나 죽이고자 하는 충동
- 누군가에게 소리치거나 학대하려는 충동, 혹은 공격하고 폭력적으로 처벌하려는 충동, 무례하거나 부적절하거나 불결하거나 폭력적인 말을 하려는 충동

이러한 사고들은 인간의 한 부분이며 삶의 질을 망칠 필요는 없다. 사고가 강박장애와 연관되어 있으며 지속적이고 심각하며 고통을 줄 때 치료가 가능하다.
다양한 공격적 침투 사고는 허공의 부름(불어 L'appel du vide, 영어 the call of the void)이다. 허공의 부름을 느끼는 사람은 특정 상황에서 나타나는 증상을 말하는데, 높은 장소에서 뛰어내리는 소망이나 가벼운 바람으로 나타난다.

### 성적 사고
성적 강박(sexual obsession)에는 낯선 사람, 아는 사람, 부모, 자식, 가족, 친구, 동료, 동물, 성직자 등과의 키스, 터치, 애무, 구강성교, 항문성교, 성교, 강간을 하려는 침투적 사고나 인상이 포함되며, 심지어 어느 나이대이든 상관 없는 사람과의 이성애와 동성애를 하는 것도 수반된다.
남성의 침투적 사고에서의 성 관련 부분으로는 공공장소에서의 성교, 만나는 사람이 벌거벗은 채로 있는 것, 나보다 권위있는 사람과의 성행위 등이 있다. 반면 여성에게는 공공장소에서의 성교, 권위있는 사람과의 성행위, 성적 피학이 있다.
원치 않은 침투적 사고나 인상들처럼, 대부분은 부적절한 성적 사고를 갖기도 하지만, 강박장애 환자는 원치 않은 성적 사고에 중요성을 옮겨, 불안과 고통을 유발한다. 강박장애에 동반되는 의심은 자신이 침투적 사고에 따라 행동할 지도 모른다는 의구심으로 이어져, 자기비판이나 자기혐오를 불러일으킨다.
가장 흔한 성적 침투적 사고 중 하나는 강박장애 환자가 자신의 성 정체성을 의심할 때 발생한다. 대새의 성적 강박 사례에서 환자는 부끄러움을 느껴 고립된 채 살아가며, 자신의 성 정체성에 대한 공포나 의심, 걱정을 논의하기 힘들게 된다.
성적 침투적 사고를 경험하는 사람은 수치심, 당혹감, 죄책감, 고통, 괴로움, 사고나 충동에 따라 행동할 것에 대한 두려움, 그러한 방식으로 행동했는지 여부에 대한 의심 등을 감지한다. 우울은 발생할 수 있는 자기혐오(self-loathing)의 결과일 수 있는데, 강박장애가 일상 기능을 저해하거나 고통을 야기하는 정도에 달려 있다. 이러한 사고들에 대한 우려는 사고들로 인해 각성(arousal)을 야기하는지 확인하고자 자신의 몸을 샅샅이 살펴볼 수 있다. 그러나 신체 어느 부위든 그곳에 주목한다는 것은 그 부위에 대한 느낌을 야기할 수 있으며, 따라서 이룰 층해 자신감을 상실하고 충동에 따라 행동하게 될 수 있다는 공포에 휩싸인다. 이에 대한 치료는 환자가 이루한 사고의 존재를 받아들이고 신체를 확인하여 자기를 안심시키는 행동을 멈추게끔 하는 것이다. 신체 각 부위들의 각성은 두뇌 속 조건화된 생리적 반응 때문에 발생하는데, 이는 성적 침투적 사고의 주제에 대한 반응이 아닌, 성적 사고는 평상시에도 발생하고 있어 자동적 반응(automatic response)을 일으킨다는 사실에 대한 반응인 것이다. 연구는 생식기가 성적으로 관련되어 있다고 여기는 것과 두뇌가 성적으로 매력있다고 여기는 것 사이의 관련성은 남성의 경우 전체 중 50%, 여성의 경우 10%에 불과하다는 것을 보여준다. 이는 각성 반응(arousal response)이 반드시 생각하고 있는 것을 바란다는 것을 의미하는 것은 아니라는 것이다. 그러나 이성적 사고 과정은 이러한 각성 반응을 설명하고자 하며, 강박장애는 잘못된 의미나 중요성의 원인을 각성 반응으로 돌려서 사태를 이해하게 한다. 또한 환자들은 금지된 이미지를 상상하거나 땀, 심박수 증가, 생식기 혈류 팽창이나 윤활과 같은 생리학적 각성을 일으킬 수 있는 주제를 논의하는 것만으로도 불안이 높아질 수 있다. 종종 환자는 실제와는 달리 이를 갈망(desire)이나 의도(intent)로 오인하기도 한다.

### 종교적 사고
불경한 사고(blasphemous thought)란 강박장애의 흔한 요소 중 하나로, 역대로 기록되어 왔다. 마르틴 루터(Martin Luther)와 이냐시오 데 로욜라(Ignacio de Loyola, Ignatius of Loyola)와 같은 저명한 종교 인물들은 침투적이고 불경하며 종교적인 사고와 충동으로 고뇌한 것으로 알려졌다. 루터는 신과 예수를 저주하는 충동을 사지고 있었으며, 배후의 악마(the Devil's behind) 이미지에 강박을 느꼈다. 이그나시오는 많은 강박이 있었는데, 지푸라기가 십자 모양으로 겹쳐져 있는 것을 밟는 것은 그리스도에 대한 불경을 보여준다 하여 이를 두려워하였다. 강박장애 일차 진단을 받은 환자 50명을 대상으로 한 연구에서는 환자 중 40% 정도가 종교적이고 불경한 사고와 의심을 가지고 있다는 것을 발견하였다. 이는 강박장애에 흔히 보이는 먼지나 오염에 관한 강박적 사고를 가지는 환자가 38%라는 점에 비하면 분명이 높은 수치이지만 통계적으로 유의미하게 또렷한 것은 아니다. 한 연구에서는 침투적 사고는 문화에 따라 다양하며, 불경한 사고는 여성보다 남성에게 더 흔하다는 것이 밝혀졌다.

뉴욕 심리학자 프레드 펜젤(Fred Penzel)은 흔한 종교적 강박과 침투적 사고에 대해서는 다음과 같이 제시하였다.
- 신, 성인, 종교인물에 대한 성적 사고
- 기도나 명상 중 나쁜 생각이나 이미지
- 악령빙의(demonic possession)에 대한 생각
- 종교법 위반이나 의식 거행 착오에 대한 공포
- 기도 생략이나 잘못된 기도에 대한 공포
- 반복적이고 침투적인 불경 사고
- 종교 행사 동안 불경한 말을 하거나 불경한 행동을 하고싶은 충동

침투적 사고가 종교적인 함의를 내포할 경우에 통증은 더 커질 수 있고 치료는 복잡해질 수 있다. 환자들은 사탄(Satan)이 생각을 점하여, 종교적으로 죄를 짓게 되었다고 생각하여 신의 처벌을 두려워하거나 수치심이 강화될 수 있다. 종교적 신념이 강하면 증상은 더욱 고통스러울 수 있다.
베어는 불경한 사고는 다른 종교에 비하여 가톨릭과 복음주의 프로테스탄트(evangelical Protestant)에게 더 흔하며, 유대교나 이슬람교에서는 종교적 신앙에 대한 율법이나 의식을 따른 것에 더 강박을 가지고 의식을 완벽하게 수행하려 한다고 주장하였다. 베어는 금기는 종교와 문화에 따라 다양하며, 침투적 사고는 처해 있는 문화에서 금기를 가지고 환자를 괴롭히기 때문이라는 가설을 제기했다.

## 연령 요소
40세 이하 성인이 침투적 사고에 가장 영향을 받는 것으로 보인다. 이 연령대 성인들은 침투적 사고와 그 스트레스 및 악영향에 대처하는 경험이 부족하다. 젊은 성인들은 침투적 사고에 직면할 때 특히 지장을 줄 수 있는 그 나이대 특유의 스트레스 유발요소가 있다. 그러나 침투적 사고에 처하면 두 연령군 모두 즉각적으로 사고의 재발을 줄일 방식을 찾는다.
40-60대 성인은 강박장애의 지배성이 가장 높은 나이대이기에, 침투적 사고와 연관된 불안과 부정적 정서에 가장 영향받기 쉬워진다. 중년은 장년기에 받은 스트레스 요인은 물론, 노년기에 받을 스트레스 유발요소와도 싸워야 한다는 점에서 독특한 지위에 있다. 관련된 화제가 더 많다는 점에서 침투적 사고에 더 취약할 수 있다. 이것이 사실임에도 중년은 장년에 비해 침투적 사고 대처에 있어 우월하다. 그러나 처음에는 침투적 사고를 처리하는 데 시간이 오래 걸린다. 노년은 장년과는 달리 침투적 사고를 도덕이 아닌 인지의 문제로 바라보는 경향이 강하다. 이들은 침투적 사고를 대처할 때 젊은 사람들보다 더 높은 스트레스 수준을 경험하였기 때문에 침투적 사고를 억누르기가 힘들다.
그러나 평생동안 침투적 사고는 동일한 비율로 발생할 수 있지만, 노년은 장년에 비하여 덜 부정적으로 영향을 받는다. 노년층은 스트레스에 대한 강한 부정적 반응을 무시하거나 억누르는 경험이 더 많다.

## 관련 질병
침투적 사고는 강박장애나 강박성 인격장애(obssesional-compulsive personality disorder)와 동반하지만, 다른 증상과도 발현할 수 있는데, 예를 들어 외상후스트레스장애(post-traumatic stress disorder, PTSD), 임상 우울(clinical depression), 산후우울증(postpartum depression), 범불안장애(generalized anxiety disorder), 불안(anxiety) 등이 있다. 이러한 증상 중 하나는 환자의 침투적 사고가 만성 수준의 심각성에 도달할 때 거의 항상 나타난다. 2005년 출간된 대규모 연구에서는 공격덕 성적 종교적 강박은 동반성 불안 장애(comorbid anxiety disorder)와 우울이 폭넓게 동반할 수 있다고 밝혔다. 조현병 환자의 침투적 사고는 잘못된 신념 혹은 망상적 신념이라는 점에서, 다시 말해 침투적 사고에서 보이는 것처럼 조현병 환자가 이러한 사고를 현실로 믿고 의심하지 않아서, 조현병 삽화(schizophrenic episode)에서 발생하는 침투적 사고는 강박장애나 우울과 함께 나타나는 강박적 사고와는 다르다.

### 외상후스트레스장애
강박장애와 외상후스트레스장애(PTSD) 간의 차이는, PTSD 환자의 침투적 사고는 실제로 겪었던 사건에 관한 내용이라면 강박장애의 경우 상상 속 재앙에 관한 내용이라는 것이다. 침투적 사고가 있는 PTSD 환자는 폭력적 성적 불경한 사고를 트라우마 경험으로부터 구분해 내야 한다.  이들이 치료를 받지 않으면 의사는 환자가 과거 신체적 정서적 성적 학대가 있었음을 의심해 봐야 한다. 트라우마를 겪은 사람이 긍정적인 결과를 찾는다면 이들은 우울이 줄어들고 자기 안녕이 높아질 것이다. 반면 외상 후 성장(benefit finding)으로 우울이 줄어들면 침투적 혹은 회피적 사고가 늘 것이다.
여성 PTSD 환자 대상 연구는 회피 기반 사고 조절 전략(avoidance-based thought regulation strategies)을 사용하여 대처하면 침투적 사고가 더 지속된다고 밝혔다. 또한 이들의 발견은 모든 대처 전략이 침투적 사고 빈도가 축소되는데 도움이 되진 않는다는 것을 증명하였다.

### 우울증
임상우울을 앓고 있는 사람은 침투적 사고를 더 강렬하게 경험하며 이를 자신이 무가치가 하고나 죄많은 사람이라는 증거라고 생각한다. 우울증에서 흔한 자살 사고(suicidal thought)는 침투적 사고와 구분되어야 한다. 자살 사고는 성적 공격적 종교적 사고가 실제 위해를 가하지 않는 것과는 달리 위험할 수 있기 때문이다.
우울증이 없는 사람은 인지(cognition), 작업기억(working memory), 기획(planning) 기능을 주로 담당하는 배내측전전두엽피질(dorsolateral prefrontal cortex)의 활성화가 더 높으면서도 침투적 사고를 억제하려고 한다. 이러한 활성화는 우울증 위험이 있거나 우울능 진단을 받은 사람에게서는 감소한다. 침투적 사고가 재발하면 우울증이 없는 사람도 오류 탐지(error detection), 동기(motivation), 정서 조절(emotional regulation)을 담당하는 전대상피질(anterior cingulate cortex) 내 활성화가 우울증 환자에 비해 더 높다.
우울증 환자의 약 60%는 침투적 사고 발생 시 신체적 시각적 청각적 인지를 경험한다. 침투적 사고와 함께 발생하는 감각의 경험과 강렬한 우울증 및 치료의 필요성 간에는 연관성이 있다.

### 산후우울증과 강박장애
산후우울증(postpartum depression)을 앓고 있는 엄마의 원치 않는 사고가 영아를 상해하는 경우가 흔하다.  65명의 상후우울증 여성을 대상으로 1999년 케서린 위스너(Katherine Wisner) 등이 수행한 연구에서는 산후우울증 여성의 가장 빈번한 공격적 사고는 자신의 신생아를 해하려는 것이었다. 85명의 새로운 부모들에 대한 연구에서는 89%가 영아 목조르기, 사고  당하기, 상해 입기, 납치당하는 것 등의 침투적 이미지를 상상하는 경험을 한다고 밝혀졌다.
일부 여성은 임신이나 해산 기간동안 강박 증상이 나타날 수 있다. 산후 강박장애는 가볍거나 혹은 진단되진 않았지만 이미 강박장애가 있었던 여성에게서 주로 발생한다. 산후우울과 강박장애는 동반질환(comorbid)이거나 동시 발생적이다. 의사들은 우울증에 더 주목하지만, 한 연구는 강박적 사고가 산모 57%에게 산후우울을 동반한다고 밝혔다.
위스너는 산후우울증 산모가 아이를 상해하는 흔한 강박으로는, 아기가 관에 죽어있는 채 누워 있거나 상어에게 잡아먹히거나, 아기를 찌르거나, 계단 밑으로 아기를 던지거나, 아기를 욕조에서 익사시키거나 불 속 혹은 전자레인지로 소사(燒死)시키는 상상 등이 있다. 베어는 매년 최대 20만의 산후우울증 산모들이 자신의 아기에 대한 강박적 사고를 갖는다고 추정한다. 또한 베어는 산모들은 이러한 사고를 의사나 가족과 공유하기 꺼려하거나 공포에 혼자 앓고 있기 때문에 산모들이 미치거나 우울증이 악화될 수 있다고 하였다.
아이를 상해하는 침투적 공포는 산후 기간보다 길게 지속될 수 있다. 100명의 임상우울증 여성 환자에 대한 연구에서 41%는 아이를 상해할 강박적 공포를 가지고 있으며 일부는 아이를 기르기 두려워한다고 하였다. 우울증이 없는 산모들 중에 연구는 산모 7%가 아이를 해하는 사고를 가지고 있다고 전하는데, 이는 미국 내 우울증이 없지만 아이를 해하는 침투적 사고를 가진 산모 28만명을 추가로 하는 비율이다.

## 치료
침투적 사고에 대한 치료책은 강박장애와 유사하다. 노출 및 반응 방지 치료(exposure and response prevention therapy) 또는 습관화(habituation) 혹은 체계적 둔감화(systematic desensitization|desensitization)는 침투적 사고 치료에 유용하다. 가벼운 경우는 인지행동치료(cognitive behavioral therapy)로 치료할 수 있는데, 이는 환자가 원치 않는 사고를 확인하고 관리하는 데 도움이 된다.

### 노출치료
노출치료(exposure therapy)는 침투적 사고의 선택 치료이다. 심리학박사이자 미국 MGH/맥린 강박장애 연구소 심리학 서비스 및 훈련(Psychological Services and Training at the MGH/McLean OCD Institute) 총감독인 데보라 오스굿-하인스(Deborah Osgood-Hynes)는 "공포를 줄이기 위하여 공포를 대면해야 한다. 이는 강박장애뿐 아니라 모든 유형의 불안 및 공포 반응에도 해당한다"고 밝혔다. 나쁜 사고와 충동, 수치심, 의심, 공포 등을 경험하는 것이 불편하기 때문에, 첫 반응은 보통 느낌이 줄어들게끔 하는 무언가를 하는 것이다. 불안이나 나쁜 느낌을 줄이기  위한 의식(ritual)이나 강압(compulsion)을 행함으로써, 행동은 부정적 강화(negative reinforcement)하는 과정을 통하여 강화된다. 마음은 나쁜 느낌을 피하는 방식은 의식이나 강압하는 것이라고 배운다. 강박장애가 심각해지면 이는 삶에 지장을 가져다 주고 회피하려는 생각이 잦아지고 강해진다.
노출치료(혹은 노출과 반응 예방)는 고통이나 불안이 사그라질 때까지 불안이나 공포 상황에 머물러 있는 연습이다. 목표는 공포 반응을 줄이는 것, 나쁜 생각에 반응하지 않는 것을 배우는 것이다. 이는 침투적 사고의 빈도와 심각도를 낮추는 가장 효과적인 방식이다.  목표는 공포나 불편을 가장 많이 촉발시키는 것에 자기자신을 한번에 1~2시간 노출시키고서는 상황을 떠나지도 않고 주의를 돌리거나 위안시키는 일도 하지 않은 채 있는 것이다. 노출치료는 침투적 사고를 완전히 소멸시키지는 않는다. 모든 사람은 저마다 생각을 가지고 있었다. 그러나 대부분의 환자들은 침투적 사고가 삶을 방해하지 않도록 충분히 사고를 감소시킬 수 있다는 사실을 발견한다.

### 인지행동치료
인지행동치료(cognitive behavioral therapy, CBT)는 노출치료보다 더 새로운 치료방식이다. 노출치료를 할 수 없거나 하기 싫어하는 사람들에게 유용하다. 인지치료(cognitive therapy)는 침투적 사고 감소에 유용한 것으로 알려졌으나, 환자와의 강박과 강압의 개념화는 중요하다. 인지행동치료 전략 중 하나는 마음챙김(mindfulness)이다. 이는 사고 인지, 판단하지 않고 사고를 받아들이기, "사고보다 더 크게 되기(being larger than your thoughts)"이다.

### 약물
항우울제(antidepressant) 혹은 항정신병제(antipsychotic)는 침투적 사고가 인지행동치료나 노출치료 만으로는 반응하지 않는 경우 심각한 케이스에 더 많이 사용된다. 침투적 사고 원인이 강박장애, 우울, 외상후스트레스장애인 경우, 항우울제의 한 부류인 선택적세로토닌재흡수억제제(selective serotonin reuptake inhibitor, SSRI)가 흔히 처방된다. 침투적 사고는 강박장애도 있는 뚜렛증후군 환자에게 발생한다. 뚜렛관련 강박장애 환자의 강박 증상은 선택적세로토닌재흡수억제제에도 반응하는 것으로 보인다.
강박장애 치료에 효과있는 항우울제는 플루복사민(fluvoxamine) (제품명 루복스Luvox), 플루옥세틴(fluoxetine) (제품명 프로작Prozac), 설트랄린(sertraline) (제품명 졸로프트Zoloft), 파록세틴(paroxetine) (제품명 팍실Paxil), 시탈로프람(citalopram) (제품명 셀렉사Celexa), 클로미프라민(clomipramine) (제품명 아나프라닐Anafranil)이 있다. 선택적세로토닌재흡수억제제는 보통 강박장애에 효과가 있다고 알려졌지먼 침투적 사고에 댜한 효과에 대한 연구는 적다. 성적 증상 환자를 선택적세로토닌재흡수억제제로 치료한 소급적 차트 리뷰는 강박장애에 전형적인 침투적 성적 강박 환자에게서 가장 큰 진전이 있음을 보였다. 종교적 강박이나 불경 강박 환자 10을 대상으로 한 연구에서는 환자 대부분이 플루옥세틴이나 클로미프라민(clomipramine)으로 치료하는 데에 반응하였다는 것을 발견하였다. 산후우울증 여성은 불안도 가질 수 있으며, 선택적세로토닌재흡수억제제 최초 복용량을 낮춰야 한다. 이들은 약에 완전히 반응하지 않을 수 있으며 인지행동치료나 반응예방치료를 추가하는 것으로부터 효과를 볼 수도 있다.
선택적세로토닌재흡수억제제나 기타 항우울제에 반응하지 않는 강렬한 침투적사고 환자는 리스페리돈(risperidone) (제품명 리스페르달Risperdal), 지프라시돈(ziprasidone) (제품명 게오돈Geodon), 할로페리돌(haloperidol) (제품명 할돌Haldol), 피모자이드(pimozide) (제품명 오라프Orap) 등 정형성 신경이완제(typical neuroleptics)나 비정형성 신경이완제(atypical neuroleptics)를 처방받을 수 있다.
연구들은 이노시톨(inositol) 치료제 복용량이 강박적 사고 치료에 유용할 것이라고 보여준다.

## 유행병학
2007 연구는 강박장애 환자의 임상샘플 78%가 침투적 이미지를 가지고 있다고 밝혔다. 침투적 사고를 앓고 있는 사람들 대부분은 자신이 강박장애가 있는지 모르는데, 이는 손씻기 같은 강박장애의 고전적인 증상이라는 것이 없기 때문이다. 그러나 유행병학 연구(epidemiological study)들에서는 침투적 사고가 전세계에서 가장 흔한 강박장애 종류라고 제시한다. 만약 침투적 사고를 가지고 있는 미국인들이 모이면 뉴욕, 로스앤젤레스, 시카고 다음으로 네번째로 큰 도시를 형성할 것이다.
모든 문화마다 강박장애의 우세성은 최소 인구의 2%이며, 이들 대다수는 강박장애나 나쁜 생각을 갖고 있다. 이는 2000년 당시 미국 내에서만 200만 이상 환자들이라는 보수적인 수치에 해당한다. 한 전문가는 성인 50명 중 한 명은 강박장애가 있으며, 약 10-20%는 성적 강박이 있다고 말한다. 최근 연구에서는 강박장애 원발성 진단(primary diagnosis)을 받은 환자 293명 중 25%는 성적 강박 역사가 있다는 것이 밝혀졌다.

## 같이 보기
- 경주 사고
- 사고 억제
- 사고 장애
- 자기은폐